# Paul Stookey
Paul Stookey, all'anagrafe Noel (Baltimora, 30 dicembre 1937), è un cantante e musicista statunitense.

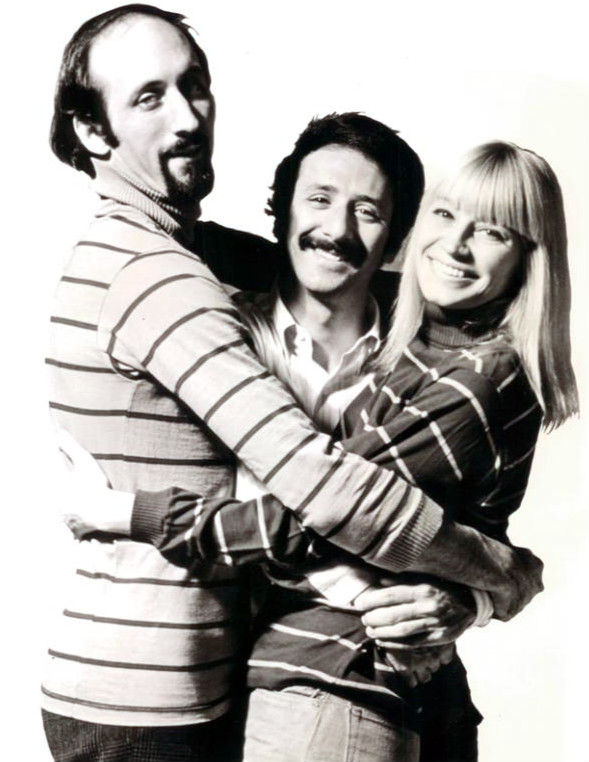
Peter Paul and Mary

È conosciuto soprattutto come membro del trio musicale folk Peter, Paul and Mary.
Impegnato come i compagni di musica nell'attivismo politico a favore dei diritti civili, all'interno del celebre trio suona la chitarra e canta.
Quando il gruppo si sciolse, nel 1970 (e prima che tornasse a suonare insieme dal 1978) proseguì la carriera come musicista solista.